# Mehdat Morsi
Pour les articles homonymes, voir Morsi (homonymie).
Mehdat Morsi al-Sayid Omar (29 avril 1953- 28 juillet 2008), connu sous le nom de guerre d'Abou Khabab al-Masri, est un terroriste islamiste d'origine égyptienne, responsable pour Al-Qaïda de la sécurité interne depuis 2002. 

## Biographie
Il nait le 29 avril 1953, en Égypte.
Ingénieur de formation, il est le plus haut responsable du programme chimique de l'organisation terroriste Al-Qaida.
Vers la fin des années 1990, il aurait dirigé des camps d'entraînements en Afghanistan, dont celui de Derunta. Ayant formé plusieurs activistes au maniement d'explosifs et à l'élaboration d'armes chimiques, il est soupçonné d'être l'instructeur de Richard Reid, l'homme aux chaussures piégées qui avait tenté de faire exploser un avion en décembre 2001.
Il figurait parmi les terroristes les plus recherchés par le gouvernement américain qui offrait 5 millions de dollars pour sa capture. Il faisait partie de la direction centrale d'Al-Qaida et dirigeait la 55e brigade, la garde rapprochée d'Oussama ben Laden.
Sa mort est d'abord annoncée en janvier 2006 : il aurait été tué par un missile américain dans la zone tribale de Bajaur, au Pakistan, mais cette information est démentie.
Il est finalement tué dans une frappe aérienne le 28 juillet 2008 dans le sud du Waziristan pakistanais. Sa mort, annoncée par les services de renseignement pakistanais, a été confirmée par Al-Qaïda. Les frappes ont également tué 34 civils. 